# Jacobus I van Luxemburg-Fiennes

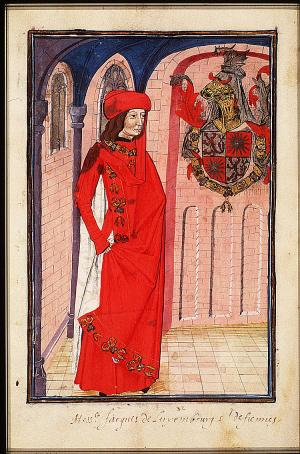
Jacobus I van Luxemburg-Fiennes

Jacobus I van Luxemburg(-Fiennes) (Jacques I de Luxembourg(-Fiennes)) (1426-1487) was een edelman uit het huis Luxemburg - Saint Pol. Jacobus I was de zoon van Thibaut van Luxemburg-Saint Pol en Philipotta van Melun (dochter van Jan IV van Melun) en werd geboren in 1441. Hij trouwde rond 1470 met Maria van Berlaymont (1450-1529), dame van Lahamaide. Het stel kreeg zes kinderen. Jacobus I was gouverneur van Dowaai en in 1478 werd hij tijdens het dertiende kapittel in Brugge benoemd tot ridder in de Orde van het Gulden Vlies. Jacobus I overleed op 20 augustus 1487 en werd begraven in Dowaai (Douai).
Jacobus I was heer van Fiennes, van Zottegem (hij volgde zijn kinderloze broer Jan van Luxemburg op), van Armentiers en van Erkegem. Hij werd opgevolgd door zijn zoon Jacobus II van Luxemburg-Fiennes.